# Diego Medina García
Diego Medina García (Montoro, província de Còrdova, 1866 - Madrid 1 de febrer de 1942) Va ser un advocat i jutge espanyol, president del Tribunal Suprem de la Segona República Espanyola des de 1931 fins al 1936.
Des del seu ingrés a la carrera judicial fins al 1923 va ser fiscal a Granada, Sevilla, Barcelona i Madrid. A finals del 1923 és nomenat president de l'Audiència Territorial de Madrid de la que era fiscal des d'uns mesos abans. Durant les seves èpoques de fiscal a Barcelona (1906-1911 i 1921-1923) va haver de veure els processos derivats de la conflictivitat social d'aquells moments (Setmana Tràgica i pistolerisme, respectivament). Ell va ser, per exemple, qui va iniciar les diligències per l'assassinat de Salvador Seguí i Rubinat o qui va portar l'acusació contra un dels presumptes assassins de Pau Sabater.
El 1930 és anomenat magistrat del Tribunal Suprem d'Espanya i, el mateix any, president de la seva Sala Civil.
Poc després de començar la guerra civil espanyola, l'agost de 1936, és jubilat forçadament per la seva tebiesa en la defensa del republicanisme. Això no obstant, en acabar la guerra, tornarà a ser jutjat pels vencedors, en el consell de guerra (Causa 2198) que es va dur a terme contra els jutges republicans. Malgrat ser absolt, se li obrirà expedient de depuració (febrer de 1940) i serà novament jubilat forçadament (juny de 1940).
Malgrat la rellevància del seu càrrec en l'estructura de la Segona República espanyola no existeix gaire bibliografia sobre ell:
És citat en el llibre Un día en la vida de José Castán Tobeñas d'Antonio Serrano González ISBN 8484422119 i la novel·la de Eduardo Mendoza, La verdad sobre el caso Savolta està dedicada a ell.